# Julius Yego
Julius Kiplagat Yego (ur. 4 stycznia 1989 w Cheptonon) – kenijski lekkoatleta specjalizujący się w rzucie oszczepem. Mistrz świata z 2015 z Pekinu oraz wicemistrz olimpijski z 2016 z Rio de Janeiro.
W 2010 roku wywalczył brązowy medal mistrzostw Afryki oraz był siódmy na igrzyskach Wspólnoty Narodów. Zwyciężył w igrzyskach afrykańskich w Maputo (2011). W 2012 został mistrzem Afryki oraz był finalistą igrzysk olimpijskich. Podczas mistrzostw świata w Moskwie (2013) zajął czwarte miejsce tracąc medalową (trzecią) pozycję w ostatniej kolejce po rzucie Rosjanina Dmitrija Tarabin. Zwyciężył w igrzyskach Wspólnoty Narodów oraz w mistrzostwach Afryki (2014). W 2015 roku zajął pierwsze miejsce podczas mistrzostw świata. Srebrny medalista olimpijski z Rio de Janeiro (2016).
Medalista mistrzostw Kenii, wielokrotny rekordzista kraju.
Rekord życiowy: 92,72 (26 sierpnia 2015, Pekin) – rezultat ten jest aktualnym rekordem Afryki i zarazem szóstym wynikiem w historii światowej lekkoatletyki.

## Osiągnięcia
| Rok  | Impreza                    | Miejsce        | Pozycja           | Wynik |
| ---- | -------------------------- | -------------- | ----------------- | ----- |
| 2010 | Mistrzostwa Afryki         | Nairobi        | 3. miejsce        | 74,51 |
| 2010 | Igrzyska Wspólnoty Narodów | Nowe Delhi     | 7. miejsce        | 69,90 |
| 2011 | Igrzyska afrykańskie       | Maputo         | 1. miejsce        | 78,34 |
| 2012 | Mistrzostwa Afryki         | Porto-Novo     | 1. miejsce        | 76,68 |
| 2012 | Igrzyska olimpijskie       | Londyn         | 12. miejsce       | 77,15 |
| 2013 | Mistrzostwa świata         | Moskwa         | 4. miejsce        | 85,40 |
| 2014 | Igrzyska Wspólnoty Narodów | Glasgow        | 1. miejsce        | 83,87 |
| 2014 | Mistrzostwa Afryki         | Marrakesz      | 1. miejsce        | 84,72 |
| 2014 | Puchar interkontynentalny  | Marrakesz      | 4. miejsce        | 83,06 |
| 2015 | Mistrzostwa świata         | Pekin          | 1. miejsce        | 92,72 |
| 2016 | Igrzyska olimpijskie       | Rio de Janeiro | 2. miejsce        | 88,24 |
| 2017 | Mistrzostwa świata         | Londyn         | 13. miejsce       | 76,29 |
| 2018 | Igrzyska Wspólnoty Narodów | Gold Coast     | el. – 13. miejsce | 74,55 |
| 2018 | Mistrzostwa Afryki         | Asaba          | 1. miejsce        | 77,34 |
| 2018 | Puchar interkontynentalny  | Ostrawa        | 4. miejsce        | 78,41 |
| 2019 | Igrzyska afrykańskie       | Rabat          | 1. miejsce        | 87,73 |
| 2019 | Mistrzostwa świata         | Doha           | –                 | NM    |
| 2021 | Igrzyska olimpijskie       | Tokio          | el. – 24. miejsce | 77,34 |
| 2022 | Mistrzostwa Afryki         | Saint-Pierre   | 1. miejsce        | 79,62 |
| 2022 | Mistrzostwa świata         | Eugene         | el. – 14. miejsce | 79,60 |
| 2022 | Igrzyska Wspólnoty Narodów | Birmingham     | 3. miejsce        | 85,70 |
| 2023 | Mistrzostwa świata         | Budapeszt      | el. – 17. miejsce | 78,42 |
| 2024 | Igrzyska afrykańskie       | Akra           | 2. miejsce        | 81,74 |
| 2024 | Mistrzostwa Afryki         | Duala          | 1. miejsce        | 80,24 |
| 2024 | Igrzyska olimpijskie       | Paryż          | 5. miejsce        | 87,72 |